# Гюнтер Шуберт
Гюнтер Шуберт (нім. Günther Schubert; 29 грудня 1898, Берлін — 29 жовтня 1974, Кіль) — німецький військово-морський діяч, контрадмірал крігсмаріне (1 березня 1943).

## Біографія
4 липня 1916 року вступив добровольцем у ВМФ. Служив на важкому крейсері «Фрейя» (вересень-жовтень 1916), на лінійних кораблях «Гроссе Кюрфюст» (листопад 1916 — жовтень 1917) і «Баден» (жовтень 1918). 6 січня 1919 року демобілізований, але в серпні 1920 року знову прийнятий на військову службу. З 27 вересня 1927 року — командир міноносця V-3, з 15 квітня 1929 року — «Люкс». 25 вересня 1929 року переведений в корабельну кадровану дивізію «Нордзе», а 30 вересня 1931 року — в Імперське військове міністерство. З 28 вересня 1934 року — начальник 1-ї флотилії патрульних катерів. З 28 вересня 1936 року служив у Оперативному відділі ОКМ, а в серпні 1938 року був направлений для контролю за будівництвом лінкора «Шарнгорст», а після спуску корабля на воду 7 січня 1939 року призначений на нього 1-м офіцером. Учасник Польської, Французької і Норвезької кампаній. 12 вересня 1941 року призначений начальником організаційного відділу ОКМ. Майже всю війну пропрацював в ОКМ, беручи активну участь у забезпеченні планування морської війни. 31 березня 1945 року призначений командувачем-адміралом на Західній Балтиці і залишався на цій посаді до кінця війни. Після війни не був інтернований і 22 липня 1945 року за згодою союзників очолив командування ВМС у Шлезвіг-Гольштейні, завданням якого було проведення операцій з розмінування водного простору Німеччини в цьому регіоні. 17 квітня 1947 року вийшов у відставку.

## Нагороди
- Залізний хрест 2-го класу
- Почесний хрест ветерана війни з мечами
- Медаль «За вислугу років у Вермахті» 4-го, 3-го і 2-го класу (18 років)
- Застібка до Залізного хреста 2-го класу
- Залізний хрест 1-го класу